# John Chang-yik
John Chang-yik, nació como Chang Ik  (장익 en coreano) (Provincia de Gyeonggi, 20 de noviembre de 1933 - 5 de agosto de 2020) fue un obispo católico surcoreano, de la Diócesis de Chuncheon y presidente de la Conferencia de Obispos Católicos de Corea del Sur.

## Biografía
Hijo de Chang Myon, se ordenó sacerdote a los veintinueve años, el 30 de marzo de 1963. 
Acompañó a Juan Pablo II durante su viaje a Corea en 1984, siendo quien le enseñó a hablar el idioma.
Fue nombrado obispo de Chuncheon el 11 de noviembre de 1994 a los sesenta y un años. Sus consagrantes fueron el cardenal Stephen Kim Sou-hwan, el arzobispo Victorinus Youn Kong-hi y el cardenal Nicholas Cheong Jinsuk. En 2006 ocupó la administración apostólica de Hamhŭng, diócesis que ocupó hasta 2010.
John Chang-yik fue sacerdote durante cuarenta y siete años y obispo durante dieciséis años, hasta el año 2010.
Falleció el 5 de agosto de 2020 a los 86 años, de causas naturales.